# Tour dei South Sea Barbarians 1987
South Sea Barbarians in South Africa : Nel tentativo di rompere l'isolamento dovuto all'Apartheid e al conseguente boicotaggio, dopo il tour dell'anno prima dei New Zealand Cavaliers, un altro tour "pirata" di una squadra di Rugby Union viene organizzato in modo ufficioso dalla federazione sudafricana di rugby a XV.

Questa volta una selezione di giocatori polinesiani (da Tonga, Samoa e Figi ) visita il Sudafrica. Allo scopo di dare un'immagine meno razzista, vengono allestite delle squadre miste tra bianchi e meticci (denominate feeder). Gli Springboks non affrontano ufficialmente la selezione polinesiana (a seguito di contestazioni dall'estero) ma si camuffano da South African Barabarians. Da segnalare che scendono invece in campo le due "nazionali" delle altre federazioni "razziali": i Leopard (della SARU) e i Proteas della (SARF), riservate ai giocatori di colore.

## Incontri
| Witbank 9 settembre 1987 | SE Transvaal , Natal, Northern Natal | 6 – 31 | South Sea Barbarians |  |

| Orkney 13 settembre 1987 | Leopards (SARU) | 11 – 46 | South Sea Barbarians |  |

| Welkom 16 settembre 1987 | Transvaal, Orange Free State | 13 – 39 | South Sea Barbarians |  |

| Potchesfoorm 19 settembre 1987 | W. Transvaal, Stellaland, Bophutatswana | 13 – 56 | South Sea Barbarians |  |

| Port Elisabeth 22 settembre 1987 | East. Prov., Border,NE | 0 – 60 | South Sea Barbarians |  |

| George 24 settembre 1987 | Boland – SW Districts | 0 – 40 | South Sea Barbarians |  |

| Stellenbosch 26 settembre 1987 | Proteas (SARF) | 25 – 25 | South Sea Barbarians |  |

| 30 settembre 1987 | Western Prov.. NW Cape - SW Africa | 7 – 28 | South Sea Barbarians |  |

| Johannesburg 3 ottobre 1987 | SA Feeder | 21 – 30 | South Sea Barbarians |  |

| Pretoria 6 ottobre 1987 | SA Defence Force | 10 – 18 | South Sea Barbarians |  |

| Johannesburg 10 ottobre 1987 | SA Barbarians | 56 – 30 | South Sea Barbarians |  |

| Durban 13 ottobre 1987 | SA Feeder | 6 – 19 | South Sea Barbarians |  |

| Durban 17 ottobre 1987 | SA Barbarians | 38 – 32 | South Sea Barbarians |  |